# Периман (Мериленд)
Периман (енгл. Perryman) насељено је место без административног статуса у америчкој савезној држави Мериленд.

## Демографија
По попису из 2010. године број становника је 2.342, што је 119 (-4,8%) становника мање него 2000. године.
| Група             | 2000.         | 2010.         |
| Белци             | 1.742 (70,8%) | 1.612 (68,8%) |
| Афроамериканци    | 601 (24,4%)   | 569 (24,3%)   |
| Азијати           | 20 (0,8%)     | 22 (0,9%)     |
| Хиспаноамериканци | 65 (2,6%)     | 74 (3,2%)     |
| Укупно            | 2.461         | 2.342         |